# Wioletta Ratajczak-Wrona
Wioletta Ratajczak-Wrona (ur. 10 czerwca 1977 w Białymstoku) – polska naukowiec, immunolog, doktor habilitowany nauk medycznych.

## Życiorys
W 2001 ukończyła studia na kierunku analityka medyczna na Akademii Medycznej w Białymstoku. Zaraz po studiach rozpoczęła pracę naukową na uczelni. W 2005 pod kierunkiem dr hab. Ewy Jabłońskiej z Zakładu Immunologii AMB obroniła pracę doktorską pt. „Wpływ wybranych cytokin na indukowalną syntazę tlenku azotu w leukocytach u chorych na raka płaskonabłonkowego jamy ustnej” uzyskując stopień naukowy doktora nauk medycznych. W 2014 na podstawie osiągnięć naukowych i złożonej rozprawy „Mechanizmy regulujące aktywność indukowalnej syntazy tlenku azotu (iNOS) w ludzkich neutrofilach eksponowanych na działanie N-nitrozodimetyloaminy (NDMA)” uzyskała stopień naukowy doktora habilitowanego nauk medycznych.
Zatrudniona na stanowisku adiunkta w Zakładzie Immunologii UMB. Sekretarz oddziału białostockiego Polskiego Towarzystwa Immunologii Doświadczalnej i Klinicznej.